# Rothenseer Straße 4 (Magdeburg)

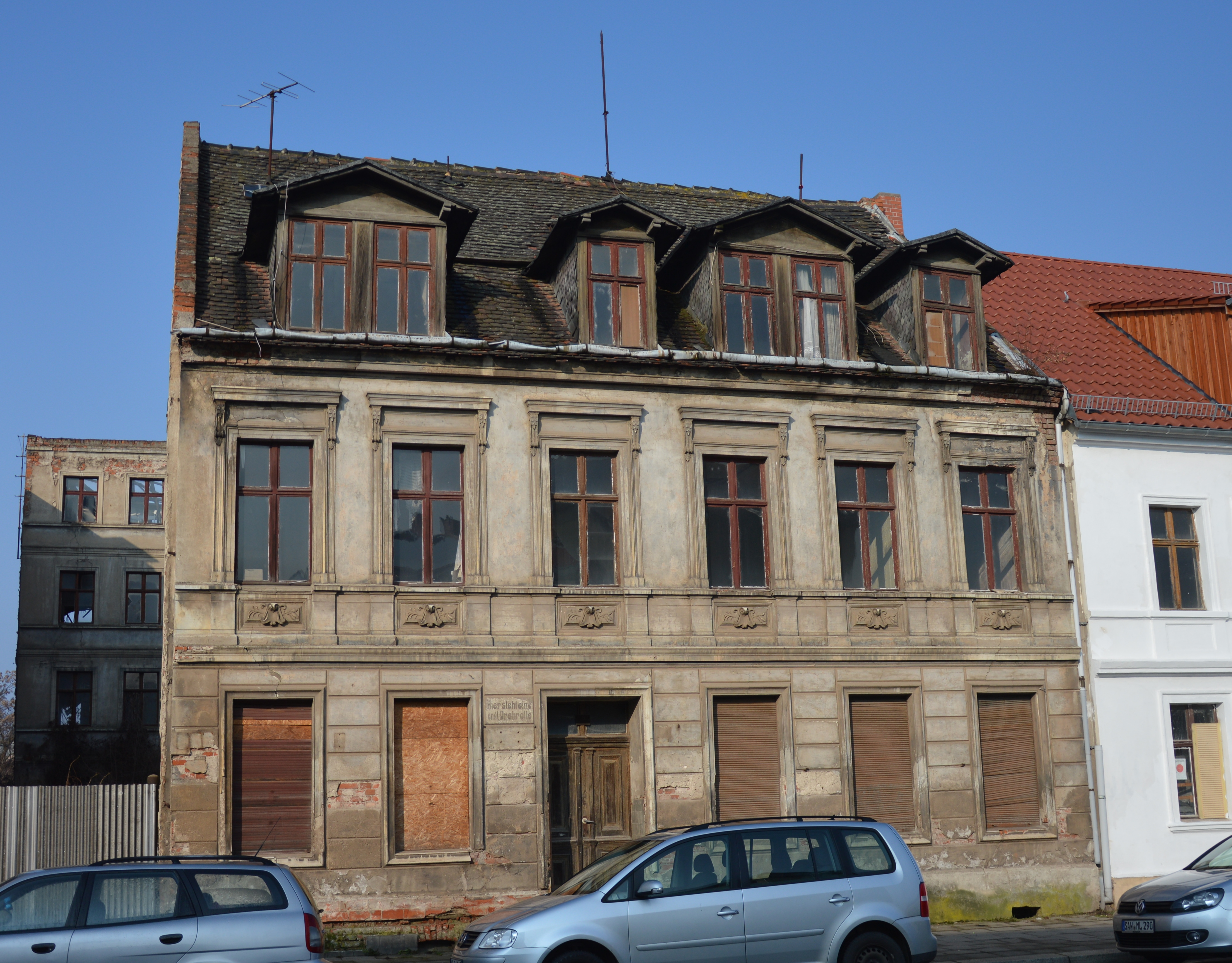
Wohnhaus Rothenseer Straße 4

Das Haus Rothenseer Straße 4 ist ein Wohnhaus in Magdeburg in Sachsen-Anhalt. Zeitweise galt es als denkmalgeschützt.

## Lage
Es befindet sich im Magdeburger Stadtteil Alte Neustadt am südlichen Ende der Rothensseer Straße, auf deren Westseite. Südlich des Hauses steht das denkmalgeschützte Haus Rothenseer Straße 3.

## Architektur und Geschichte
Das zweigeschossige verputzte Wohnhaus entstand im dritten Viertel des 19. Jahrhunderts. Die sechsachsige Fassade ist im Stil des Spätklassizismus gegliedert. Bedeckt ist das Gebäude mit einem steilen Satteldach.
Der Bau gilt als typisches Vorstadthaus der frühen Gründerzeit und wird als Teil einer gründerzeitlichen Häuserzeile als straßenbildprägend eingeschätzt.
Im örtlichen Denkmalverzeichnis war das Wohnhaus unter der Erfassungsnummer 094 81877 als Baudenkmal verzeichnet. Im Rahmen einer Überprüfung wurde die Denkmaleigenschaft dann negativ beurteilt und das Gebäude im Jahr 2015 aus dem Denkmalverzeichnis ausgetragen. Derzeit (Stand 2016) steht das Haus leer und ist sanierungsbedürftig.